# Karl von Prantl (starszy)
Karl von Prantl (ur. 28 stycznia 1820 w Landsberg am Lech, zm. 14 września 1888 w Oberstdorfie) – niemiecki filozof i filolog klasyczny. Był badaczem historii logiki. Opublikował wiele rękopisów logicznych pochodzących ze średniowiecza. Był profesorem uniwersytetu w Monachium. Jego synem był botanik Karl von Prantl.